# Purzyce-Pomiany
Purzyce-Pomiany – przysiółek w Polsce, w województwie mazowieckim, w powiecie ciechanowskim, w gminie Grudusk.
Do 31 grudnia 2024 miejscowość była częścią wsi Purzyce-Trojany.